# ひの新選組まつり
ひの新選組まつり（ひのしんせんぐみまつり）は、新選組の副長であった土方歳三の命日である毎年5月11日に、土方の故郷である日野市で開催されているイベントである。

## 概要
第1回は1998年に、日野市の市制35周年と土方歳三の没後130周年を記念して開催された。
新選組隊士コンテストなどのイベントが実施され、巨大スタンプを使用したスタンプラリーも開催されている。隊士に扮装した参加者が勝ち鬨を上げながら市内を歩く新選組隊士パレードは特に人気のあるイベントで、日本全国から多くの新選組ファンが毎年参加している